# Park Je-chun
Pour les articles homonymes, voir Park.
Bak Je-cheon (en coréen : 박제천, Bak Jecheon), né le 23 mars 1945 à Séoul et mort dans la même ville le 10 juin 2023, est un écrivain et poète sud-coréen. 

## Biographie
Bak Je-cheon est né à Séoul le 23 mars 1945. Il sort diplômé de l'université de Dongguk en 1966 et débute immédiatement comme poète en publiant ses poèmes dans la revue littéraire mensuelle Littérature contemporaine (Hyundae Munhak). Il est aussi membre du groupe littéraire « Pensée poétique » à partir de 1983 et il contribue en 1995 à la fondation de la revue littéraire Académie, pour laquelle il a travaillé comme éditeur et rédacteur en chef. Il a également enseigné à l'université Kyonggi et a œuvré au sein de la Fondation de la Culture et des Arts en Corée du Sud.

## Œuvre
L'Institut coréen de traduction littérature (LTI of Korea) résume l'œuvre de Bak Je-cheon de cette manière : 
Son premier recueil de poèmes intitulé Poèmes à la Tchouang-tseu (Jangjashi, 1975) a reçu un accueil mitigé de la part de la critique, le recueil n'ayant pas entièrement réussi à toujours maintenir le même niveau d'écriture poétique malgré une rhétorique ferme et un langage sensuel. Si ce recueil a échoué à atteindre justement ce degré de maturité dans l'écriture, ses deuxième et troisième volumes de poésie, La loi du cœur (Simbeop, 1979) et La loi (Yul, 1981), marquent chacun l'accès à la maturité. Dans ces deux volumes, le poète abandonne tout langage fleuri pour mieux réfléchir sur les valeurs bouddhistes de bonté, de respect. Ses recueils Au temple bouddhiste (Dareun jeumeun garame) et Plus loin que les ténèbres (Eodumboda meolli) montrent une plus grande profondeur dans l'écriture et mettent en valeur l'étendue de son registre poétique et sa propension à la contemplation du monde extérieur. Dans l'un de ses derniers recueil de poésies, SF-sympathie (SF-gyogam, 2001), il se penche sur la crise de la poésie et de l'écriture en général provoquée par la prolifération des médias visuels au cours du XXe siècle. Son imaginaire poétique a évolué au-delà de la simple contemplation du moi pour mieux conceptualiser l'individu en tant que partie d'un groupe. Avec une vision élargie du monde, il continue à explorer le sens de la poésie dans le monde moderne.

## Distinctions
- Prix de littérature contemporaine (Hyundae Munhak) en 1979 pour La loi du cœur[4]
- Prix de l'Association des poètes coréens en 1981[6]
- Prix littéraire Nokwon en 1983[4]
- Prix Woltan en 1987 pour Plus loin que les ténèbres[4]
- Prix littéraire Yun Tong-ju en 1989[4]
- Prix littéraire de l'université Dongguk en 1991[4]